# Ollendorff-Methode
Die Ollendorff-Methode ist eine Sprachlernmethode, die um 1830 von Heinrich Gottfried Ollendorff in Paris entwickelt wurde. Sie legte den Schwerpunkt des Lernens statt auf das Textverständnis der Grammatik-Übersetzungsmethode auf die mündliche Kommunikation. Die Ollendorff-Methode im 19. Jh. fand insbesondere in der Unterweisung junger Frauen ihren wichtigen Platz.
Sie geht vom Lernziel der lebendigen Beherrschung der Fremdsprache zum Zwecke der Anwendung in der vornehmen Konversation aus. Das methodische Verfahren, dessen sie sich bedient, ist die Einübung der grammatischen Formen durch Frage-Antwort-Paare, die in 80–90 Stunden alle wesentlichen grammatischen Formen abdecken.
Eine Ollendorff-Lektion (z. B. in Französisch für Deutsche) besteht aus einer grammatisch-lexikalischen Einleitung, in der die für die Lektion vorgesehene neue Grammatik erläutert wird und dabei neue Vokabeln eingeführt werden. Die hier präsentierten Beispielsätze sind zweispaltig in beiden Sprachen (z. B. Deutsch-Französisch) wiedergegeben.
Der zweite Teil der Lektion besteht in Übersetzungsübungen, wobei Frage-Antwort-Paare ausschließlich von der Muttersprache in die Fremdsprache zu übersetzen sind. Erst in den letzten ca. 5 Lektionen werden auch kurze Prosastücke in die Fremdsprache übersetzt.
Das erste (eigentlich sinnlose) Frage-Antwort-Paar, das als Ausgangspunkt für die ersten ca. 18 Lektionen dient, ist:
- Haben Sie? – Avez-vous?
- Ja, mein Herr, ich habe. – Oui, Monsieur, j’ai.

Im Laufe der ersten zwanzig Lektionen wird die Fragekonstruktion mit haben dann unter Zuhilfenahme komplizierterer grammatischer Konstruktionen weiter ausgebaut:
- Welchen Band seines Werkes haben Sie? – Ich habe den ersten.

In der achtzigsten Stunde ist der Schüler dann bereits in der Lage, Konversation auf für damalige Verhältnisse relativ anspruchsvollem Niveau zu führen:
- Was denken Sie von unserem Könige? – Ich sage, daß er ein großer Mann ist, aber ich füge hinzu, daß, so mächtig auch die Könige seyn mögen, sterben sie eben so gut, wie der geringste ihrer Unterthanen.

Kritisiert wurde Ollendorffs Methode im Wesentlichen dafür, dass sie die Grammatik nicht, wie bei der damals vorherrschenden Grammatik-Übersetzungsmethode üblich, systematisch von den Grundlagen bis zum fortgeschrittenen Niveau aufsteigend behandelte, sondern in kleine Happen zerpflückte. Des Weiteren wurde der Ollendorff-Methode vorgeworfen, sie arte in mechanische, geistlose Dressur aus, statt den logisch-analytischen Geist zu schulen.
Die Ollendorff-Methode genoss chon bald rege Verbreitung und wurde sehr zum Unwillen ihres Erfinders mehrfach im Ausland raubkopiert. Sie diente als Vorbild für weitere bekannte Lernmethoden, z. B. der Methode Gaspey-Otto-Sauer, die noch bis in die 1950er Jahre breite Anwendung fand.